# Parti de la démocratie socialiste (Chypre du Nord)
Pour les articles homonymes, voir TDP et Parti de la démocratie socialiste.
 (novembre 2012).
Si vous disposez d'ouvrages ou d'articles de référence ou si vous connaissez des sites web de qualité traitant du thème abordé ici, merci de compléter l'article en donnant les références utiles à sa vérifiabilité et en les liant à la section « Notes et références ».
Le Parti de la démocratie socialiste (en turc : Toplumcu Demokrasi Partisi, abrégé en TDP) est un parti politique de Chypre du Nord, fondé en mai 2007, situé au centre gauche et de type social-démocrate, résultat de la fusion du Mouvement pour la paix et la démocratie et du Parti de libération commune.